# Helen Troke
Helen Suzanne Troke, née le 7 novembre 1964 à Southampton, est une joueuse de badminton anglaise.

## Carrière
Elle remporte la médaille d'or par équipes aux Championnats d'Europe de badminton 1982, la médaille de bronze en simple dames aux Championnats du monde de badminton 1983, la médaille d'or en simple dames et par équipes aux Championnats d'Europe de badminton 1984, la médaille d'or en simple dames aux Championnats d'Europe de badminton 1986 et la médaille de bronze en simple dames aux Championnats d'Europe de badminton 1990. 